# Arrondissement di Cosne-Cours-sur-Loire
L'arrondissement di Cosne-Cours-sur-Loire è una suddivisione amministrativa francese, situata nel dipartimento della Nièvre e nella regione della Borgogna-Franca Contea.

## Composizione
L'arrondissement di Cosne-Cours-sur-Loire raggruppa 64 comuni in 7 Cantoni:
- cantone di La Charité-sur-Loire
- cantone di Cosne-Cours-sur-Loire-Nord
- cantone di Cosne-Cours-sur-Loire-Sud
- cantone di Donzy
- cantone di Pouilly-sur-Loire
- cantone di Prémery
- cantone di Saint-Amand-en-Puisaye